# Andrena sjunthensis
Andrena sjunthensis är en biart som beskrevs av Osytshnjuk 1984. Andrena sjunthensis ingår i släktet sandbin, och familjen grävbin. Inga underarter finns listade i Catalogue of Life.